# Polarität (Goethe)
Polarität ist ein Schlüsselbegriff in Goethes naturwissenschaftlichen Schriften.
Goethe beschreibt in den Erläuterungen zu dem ihm fälschlicherweise zugeschriebenen aphoristischen Aufsatz Die Natur von 1828 das Prinzip der Polarität als eins der zwei großen Triebräder der materiellen Welt, die sich in einem ständigen Prozess von Anziehung und Abstoßung befindet. Das zweite Prinzip ist die „Steigerung“ zum Höheren.
Manifestationen der Polarität zeigen sich in den physikalischen Disziplinen 
- als Pole im Magnetismus,
- als Gelb und Blau in der Farbenlehre,
- als Säuren und Basen in der Chemie,
- als Plus und Minus in der Elektrizität.

In der Menschenwelt tritt die Polarität zwischen männlich und weiblich sowie zwischen Natur und Geist auf.
Der Philosoph Alfred Schmidt versteht Goethes Kategorien Polarität und Steigerung als „Letztelemente allen Geschehens“, als Urphänomene in Goethes Sprache.